# Pierre Fallon
Pierre Fallon, né le  24 septembre 1912 à Namur (Belgique) et décédé le  20 septembre 1985 à Calcutta (Inde) est un prêtre jésuite belge, missionnaire en Inde, indianiste et professeur à l’université de Calcutta. 

## Biographie

### Études et formation initiale
Pierre Fallon entre chez les jésuites (en 1930) immédiatement après avoir terminé ses études d’humanités au collège Notre-Dame de la Paix, à Namur. Il fait son noviciat à Arlon (Belgique). Bientôt destiné à partir comme missionnaire en Inde, il étudie la philosophie thomiste au théologat jésuite de Louvain et passe quelques mois à Innsbruck, et quelques mois à Londres également, afin de se familiariser avec les langues qui lui seront nécessaires dans le domaine de l’indologie. Il fait de plus une année d’étude de philosophie orientale à l’université de Louvain.
En 1936 Fallon arrive à Calcutta: cette métropole de l’Inde orientale sera le champ d’activité de toute sa vie. Aussitôt arrivé se met à l’étude de la langue bengalie. Pour ce faire il choisit de résider dans une paroisse catholique rurale des Sunderbans. A Morapai le Bengali est la langue usuelle. Il y reste 9 mois. Les fondements de la langue assurés il en approfondit l’apprentissage au collège Saint-Xavier où il enseigne également le sanskrit. 
Pierre Fallon passe ensuite quatre ans au théologat ('St Mary's College') de Kurseong pour y faire les études de théologie préparatoires au sacerdoce. Il est ordonné prêtre en 1942. Son premier poste, en 1943,  se trouve être à Basanti, une paroisse reculée du delta du Gange, alors que le Bengale connait la plus grave famine de son histoire. Cette expérience dramatique le marque profondément. Bien que brillant intellectuel, toute sa vie il restera proche des plus pauvres et démunis. Ils auront toujours priorité sur son travail intellectuel. Il leur sera en tout temps accessible. 

### Insertion dans le monde bengali
Durant cinq ans, de 1945 à 1950 Pierre Fallon réside à l’institut oriental de Calcutta et y prépare la licence en littérature bengalie à l’université de Calcutta. Il est sans doute le premier étranger à obtenir ce diplôme, le niveau d’études en littérature bengalie étant particulièrement élevé. En 1950 il obtient la nationalité indienne.
Conscients que les institutions jésuites de Calcutta, toutes anglophones, ne sont pas aptes à établir des contacts avec le milieu culturel et religieux bengali, Robert Antoine et Pierre Fallon s’établissent en 1952 dans une maison de Kalighat, un quartier méridional de Calcutta. Des étudiants y sont également en résidence et la modeste maison – ‘Shanti Bhavan’ - devient bientôt un centre de rencontres et débats culturels, de littérature classique comparée (latine, grecque et sanskrite), et dialogue interreligieux. Fallon y réside une dizaine d’années. Il commence à cette époque son enseignement de littérature française à l’université de Calcutta. Il sera également membre du sénat de l’université.
En 1960 Fallon loue un trois pièces - ‘Shanti Sadan’ - à Telipara lane, un quartier bengali populaire et religieusement plus traditionnel, dans la partie septentrionale de Calcutta. Il y est plus près des démunis de la vie, et tout en continuant son travail intellectuel il vient discrètement en aide à beaucoup de nécessiteux. Il donne un cours de sciences morales aux facultés universitaires Saint-Xavier et est souvent sollicité comme conférencier en bengali, français ou anglais. Anticipant le concile Vatican II il œuvre au rapprochement des religions, particulièrement l’hindouisme dont il souligne les aspects positifs, acceptables par le christianisme.  
En 1971, lorsque la guerre d’indépendance du Bangladesh contraint plusieurs centaines de milliers de réfugiés à passer en Inde et s’installer aux portes de Calcutta la crise humanitaire est telle que l’archevêque de Calcutta Lawrence T. Picachy envoie le père Fallon en Europe pour y demander le soutien du pape Paul VI et sensibiliser les gouvernements européens à leur devoir humanitaire.
À la suite de la mort subite de Charles Winckelmans, en 1978, on lui demande de reprendre la direction de ‘Shanti Nir’, le centre pour jeunes fondé par Winckelmans situé à Haridepbpur dans le sud de la ville. Il restera jusqu’à ce que le père Etienne Degrez lui succède (1983) et résidera par après de nouveau à Shanti Bhavan où il meurt le 22 septembre 1985 alors qu’il prépare un texte sur le dialogue interreligieux, en vue de la visite pastorale de Jean-Paul II, attendu à Calcutta en février 1986.

## Écrits
- Durant les premières années de sa carrière Pierre Fallon retravailla la traduction en français de ‘Gora’ un roman majeur de Rabindranath Tagore, prix Nobel de littérature en 1913. Sa connaissance approfondie de la langue bengalie, et du sanskrit, fit qu’on lui demanda d’aider à ‘inculturer’ le vocabulaire spirituel et théologique de la tradition chrétienne. Son ‘Glossary of Bengali religious terms’ (1945), créant pour la théologie chrétienne des mots bengalis à racine sanskrite, contribua à faciliter la traduction de textes en Bengali. Ce fut particulièrement utile lorsque, à la suite de la réforme de Vatican II, les nouveaux textes liturgiques durent être préparés en bengali. Il révisa et publia une nouvelle traduction du Nouveau Testament.
- Homme préférant la parole et le contact personnel, Fallon n’a pas laissé de nombreux écrits. Il contribua néanmoins une bonne quinzaine de chapitres, surtout sur l’Hindouisme moderne et contemporain, au livre de De Smet et Neuner : ‘La quête de l’Eternel; approches chrétiennes de l’hindouisme’, publié en 1967, qui resta très longtemps une des meilleures introductions au monde religieux et culturel de l’hindouisme contemporain.
- Christianity in Bengal, dans Studies in the Bengal Renaissance, edited by Atulchandra Gupta (1958), revised and enlarged by Jagannath Chakavorty, Jadavpur, Calcutta: National Council of Education, Bengal, 1977.